# تجن (كيسم)
تجن (بالفارسية: تجن) هي قرية تقع في إيران في غيلان. يقدر عدد سكانها بـ 214 نسمة بحسب إحصاء 2016.